# Szászhermány község
Szászhermány község Romániában, a Brassói Metropoliszövezetben. 1968-ban hozták létre; központja Szászhermány, beosztott falva Vámoshíd.

## Fekvése
Brassó megye keleti részén, a barcasági síkságon helyezkedik el. Szomszédai nyugaton Barcaszentpéter község és Botfalu község, északon Kovászna megye, keleten Prázsmár község, délen Tatrang község. Távolsága a megyeszékhely Brassótól 10 kilométer.
Területe 5242 hektár, tengerszint fölötti magassága 400–550 méter. A föld nedves, termékeny, részben mocsaras. Északi határán kelet-nyugati irányban folyik az Olt folyó. Itt található a Lempes keleti része (a másik része Barcaszentpéter községhez tartozik) és a Szászhermányi láp.

## Népessége
1850-től a községet alkotó falvak népessége az alábbiak szerint alakult:
| Lakosok száma | 2031 | 2039 | 2339 | 2962 | 4288 | 5778 | 4280 | 4425 | 5402 | 7154 |
|               | 1850 | 1880 | 1910 | 1941 | 1966 | 1977 | 1992 | 2002 | 2011 | 2021 |

A 2011-es népszámlálás adatai alapján a község népessége 5402 fő volt, melyből 4719 vallotta magát románnak, 247 cigánynak, 123 magyarnak, és 66 németnek. Vallási hovatartozás szempontjából 4516 ortodox, 167 pünkösdista, 126 katolikus, 87 evangélikus, 62 református, 58 adventista.

## Leírása
Szászhermány (románul Hărman, németül Honigberg) régi szász falu, melyet erdélyi szászok alapítottak 1220 körül, a Német Lovagrend barcasági tartózkodása idején. Első okleveles említése 1240-ből származik. Fő látványossága az evangélikus erődtemplom, melyet a 13. században kezdtek építeni román stílusban, később gótikus és reneszánsz elemekkel bővült, jelenlegi formáját 1595-ben nyerte el. A török fenyegetettség miatt a 15–17. századok folyamán erődöt építettek köréje, ahol a helyiek számos támadást átvészeltek. A falubeliek fő foglalkozása a középkortól egészen az 1990-es évekig a mezőgazdaság volt, ez a 21. század elején visszaszorult a szekunder szektor javára. Szász lakosságát a 20. század végén elvesztette, túlnyomó részben románok lakják. Népessége növekedik, ez elsősorban annak köszönhető, hogy a brassóiak vidéki területekre költöznek a kedvezőbb árak és hitelfeltételek miatt. Lakossága 2011-ben 4659 fő.
1941-ben Szászhermánytól különvált Szászhermányi-méhkertek (románul Stupinii Hărmanului), azonban ez az 1968-as megyésítéskor ismét beleolvadt Szászhermány faluba.
Vámoshíd vagy Vámhidpuszta (románul Podu Oltului) a Királyföld és Székelyföld határán álló egykori vám környékén, az Olt jobb partján kialakult település, Szászhermánytól 7 kilométerre északkeletre. A régi, fából készült vámhíd helyett a 20. század elején állítottak fémhidat. Régen Aldobolyhoz tartozott és Háromszék részét képezte, de az 1968-as megyésítés során Brassó megyéhez és ezen belül Szászhermány községhez csatolták. A 21. században szintén a román brassóiak bevándorlása jellemzi. Lakossága 2011-ben 743 fő.